# ワールドスポーツボクシングジム
ワールドスポーツボクシングジムは、東京都足立区竹の塚にあるボクシングジム。

## 概要
2005年に国際ボクシングスポーツジムのコーチであった齊田竜也が独立して設立。同じく国際ボクシングスポーツジムに所属していたキンジ天野やプロスパー松浦らがトレーナーを務める。
2012年2月1日よりエディ・タウンゼント賞受賞トレーナーの藤原俊志が六島ボクシングジムより移籍。

## 主な所属選手

### 世界王者
- 柴田直子（IBF女子ライトフライ級）

### 現役選手
- 竹迫司登（元日本・OPBF東洋太平洋ミドル級王者）
- 漣バル（日本女子ミニマム級王者）
- 森脇唯人

### 引退した主な選手
- 三田村拓也（第24代日本ミニマム級王者、2009年度全日本ミニマム級新人王）
- 安西政人（2008年度全日本フライ級新人王）
- 橋元隼人（ジム第1号プロ、日本スーパーバンタム級ランカー）
- 横山大輔（日本フェザー級ランカー）
- ユータ松尾 （元日本スーパーフライ級ランカー、OPBF東洋太平洋同級ランカー）
- 坂間叶夢（第4代日本ライトフライ級ユース王者、2021年度全日本ライトフライ級新人王。2024年3月17日死去）
- 井上岳志 （第37代日本スーパーウェルター級王者、第35代OPBF東洋太平洋スーパーウェルター級王者、元WBOアジア太平洋スーパーウェルター級王者）